# Marco Gabriele
Marco Gabriele (Sora, 27 maggio 1964) è un dirigente sportivo ed ex arbitro di calcio italiano.

## Carriera

### Arbitro
Agente in attività finanziaria nativo di Sora e residente a Frosinone, appartenente alla sezione Associazione Italiana Arbitri di Frosinone.
Dopo aver messo assieme 53 presenze in serie C1 nei cinque anni di appartenenza alla CAN C (comprese le finali playoff di serie C-1 del 1998 a Perugia, Cremonese-Livorno, e del 1999 ad Avellino, Savoia-Juve Stabia), nel 1999 viene promosso nella massima categoria arbitrale per decisione dell'allora designatore Pierluigi Pairetto.
Debutta in Serie A nel 2000 in occasione della partita Cagliari-Bologna.
Nel 2004 il suo nome (assieme a quello del collega Luca Palanca) viene implicato nell'inchiesta relativa al calcioscommesse, lo scandalo che coinvolse alcuni calciatori professionisti. Per questo motivo i due arbitri vengono sospesi in via cautelare dall'AIA: al termine dell'indagine, nessun illecito viene riscontrato a carico dei due direttori di gara, che quindi possono tornare ad arbitrare, scagionati da ogni accusa.
È stato poi sotto processo nell'ambito di Calciopoli del 2006, venendo poi assolto dal giudice il 15 dicembre 2009 per non aver commesso il fatto.
Nel 2006 viene dismesso dai ruoli. Complessivamente ha diretto 39 gare di Serie A e oltre un centinaio fra Coppa Italia, Serie B e Serie C1.

### Dopo il ritiro
Conclusa la carriera arbitrale partecipa come opinionista alla trasmissione calcistica Bordocampo su Teleuniverso.
Nel settembre 2020 Gabriele intraprende la carriera dirigenziale diventando addetto agli arbitri della Lazio del presidente Claudio Lotito.